# 坦普尔酒吧区
53°20′44″N 6°15′46″W / 53.34556°N 6.26278°W

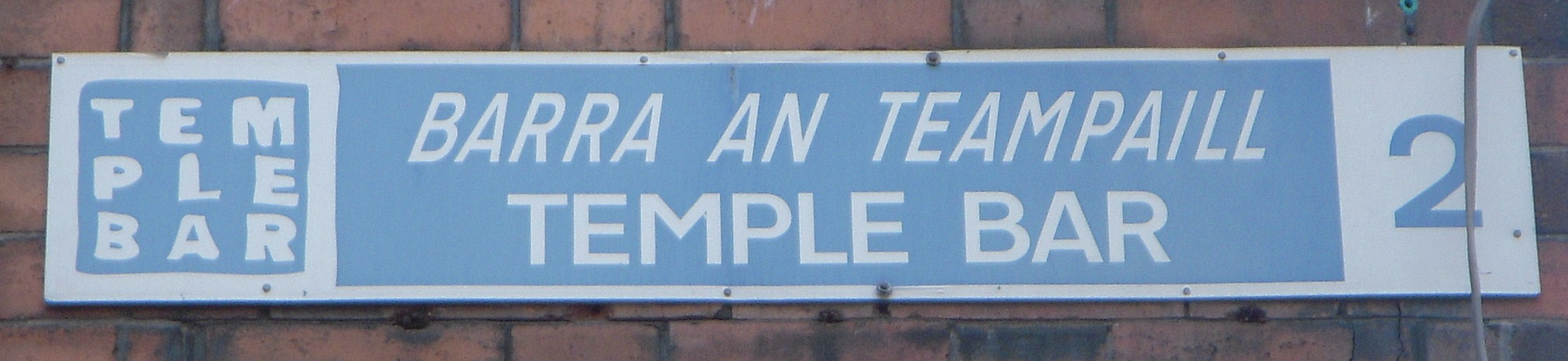
路牌

坦普尔酒吧区（英语：Temple Bar）是爱尔兰首都都柏林市中心利菲河南岸的一个区域。与周边地区不同的是，坦普尔酒吧区保留了中世纪的街道格局，有许多狭窄的鹅卵石街道。它被当作“都柏林的文化区”，拥有热闹的夜生活，吸引了许多游客。

## 历史

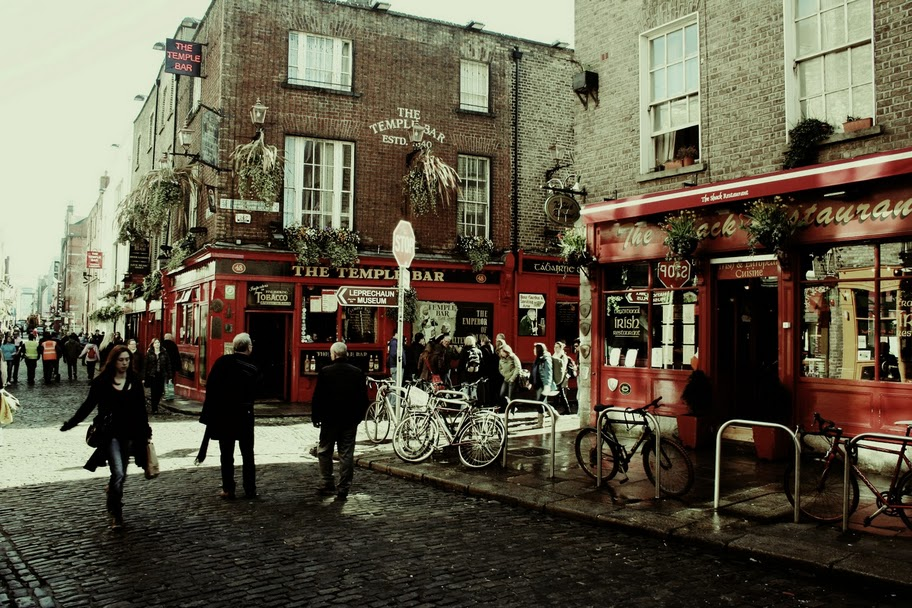
坦普尔酒吧区

坦普尔酒吧区北到利菲河，南到 Dame 街，东到威斯特摩兰街，西到菲山伯街。它可能得名于17世纪居住在该地区的坦普尔家族。1609年都柏林三一学院教务长威廉坦普尔爵士的房子和花园位于此处。
坦普尔酒吧区的菲山伯街是格奥尔格·弗里德里希·亨德尔的《弥赛亚)》在1742年4月13日的首演地点。在每年的同一天，在同一地点都会表演《弥赛亚》。共和革命团体爱尔兰人团结协会于1791年在尤斯塔斯街的一家小酒馆成立。
在19世纪，该地区的声望逐渐下降，在20世纪经历了都市衰退，有许多废弃的建筑物。但也因此逃过了都柏林的地产开发商，他们在20世纪60年代破坏了该市的大部分历史建筑。
在20世纪80年代，国有的爱尔兰运输公司（Córas Iompair Éireann）建议购买并拆除这一地区的产业，在此兴建一个巴士总站。在规划阶段，运输公司将所购买的楼宇以低租金租出，吸引了小商店，艺术家和画廊来到该区。由于居民和商人的抗议，导致取消公交总站项目，爱尔兰总理查尔斯·豪伊负责确保资金。在1991年，爱尔兰政府成立一个不以营利为目的的公司称为坦普尔酒吧区产业（Temple Bar Properties），以监督该区域作为都柏林文化区的再生。
今日，许多爱尔兰的文化机构都设在该区域，包括爱尔兰摄影中心、爱尔兰电影学会、坦普尔酒吧区音乐中心，坦普尔酒吧区画廊和工作室等，以及爱尔兰证券交易所和爱尔兰中央银行。

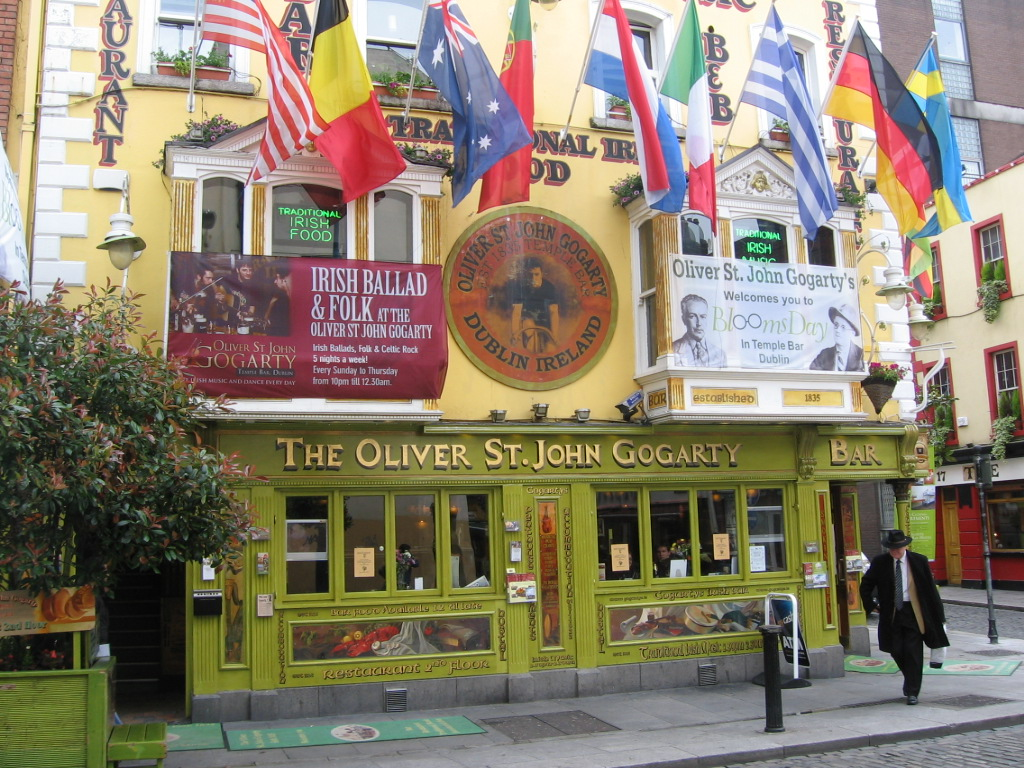
奥利弗·圣约翰·戈加蒂酒吧

入夜后，该区域是主要的夜生活中心，有许多面向游客的夜总会，餐馆和酒吧。
近年来修复了两个广场— 聚会所广场（Meetinghouse Square）和坦普尔酒吧区广场（Temple Bar Square）。周六和周日在坦普尔酒吧区广场举办坦普尔酒吧区图书集市。
聚会所广场（Meetinghouse Square）得名于附近的贵格会聚会所，在夏季放映户外电影。自2004年夏天以来，聚会所广场每个星期六还举办演说广场（Speaker's Square）项目和坦普尔酒吧区食品市场（Temple Bar Food Market）。
每周六.在牛巷举办时尚和设计集市“牛巷市场”（Cow's Lane Market）。
1999年，主要是由于喝醉酒的粗野行为，“雄鹿派对”和“母鸡之夜”在坦普尔酒吧区遭禁止。然而，由于过量饮酒带来的噪声和反社会行为，仍然是晚间的一个问题。